# Pozemek

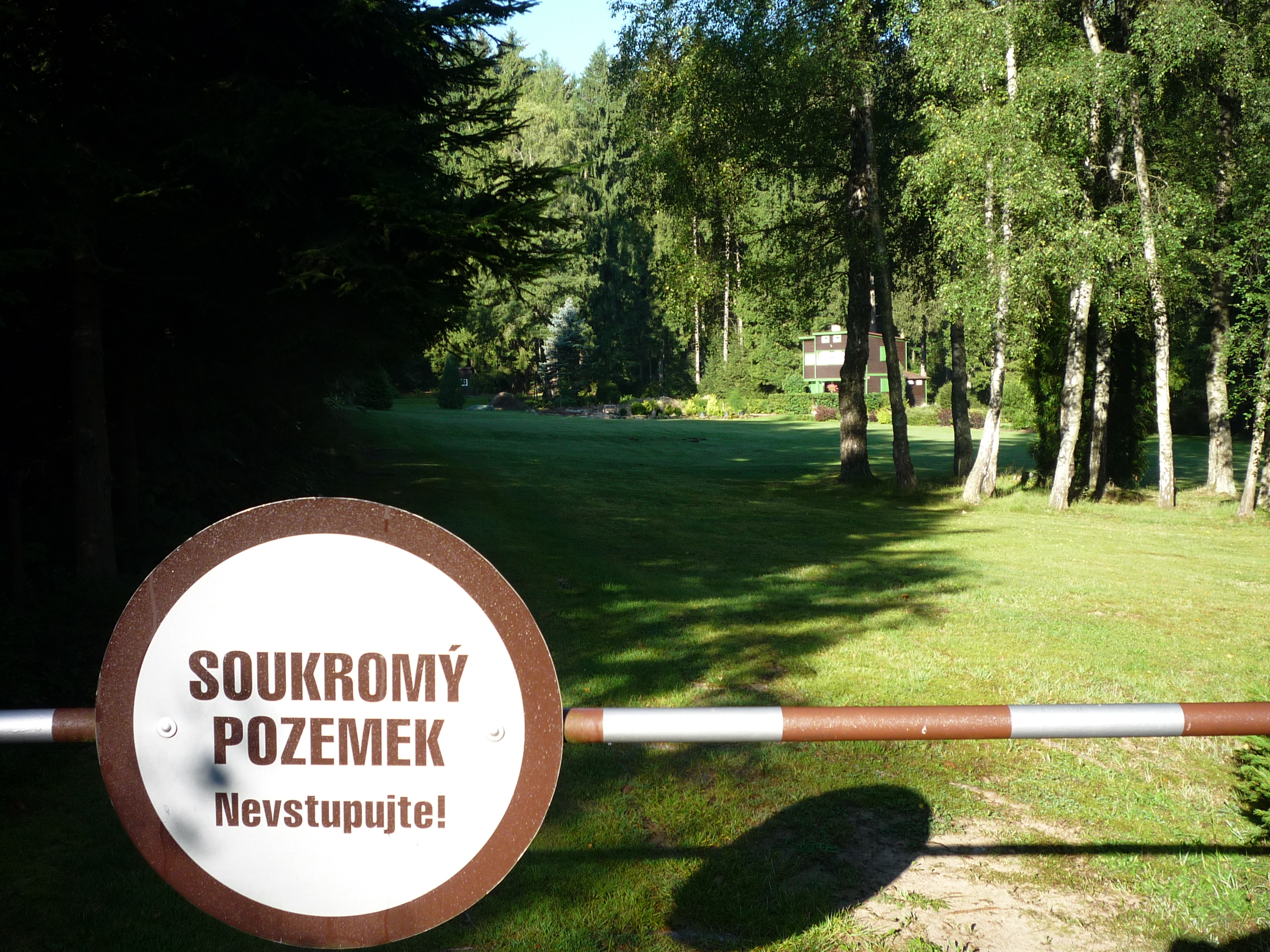
Soukromý pozemek na Vysočině

Pozemek je část zemského povrchu oddělená od sousedních částí hranicí územní jednotky nebo hranicí katastrálního území, hranicí vlastnickou, hranicí stanovenou regulačním plánem, územním rozhodnutím nebo územním souhlasem, hranicí jiného práva zapisovaného do katastru nemovitostí záznamem, hranicí rozsahu zástavního práva, hranicí rozsahu práva stavby, hranicí druhu využití pozemků, popřípadě rozhraním využití pozemků. Novým občanským zákoníkem byla do českého práva začleněna zásada superficies solo cedit, na základě které „součástí pozemku je prostor nad povrchem i pod povrchem, stavby zřízené na pozemku a jiná zařízení (dále jen „stavba“) s výjimkou staveb dočasných, včetně toho, co je zapuštěno v pozemku nebo upevněno ve zdech.“
Pozemek může být zrušen a sloučen s jiným, rozdělen, nebo se mohou měnit jeho hranice, (výměra) a parcelní čísla.
Parcela je pozemek, který je geometricky a polohově určen, zobrazen v katastrální mapě a označen parcelním číslem. Parcely jsou evidovány v katastru nemovitostí. Stavební parcelou je pozemek evidovaný jako zastavěná plocha nebo nádvoří. Parcela může být v katastrální mapě prostřednictvím vnitřní kresby rozdělena na různě velké části (například trávník a chodník). Pozemkovou parcelou je pozemek, který není stavební parcelou.. Pozemeky a parcely nelze zaměňovat s půdními bloky, které se od nich mnohdy odlišují jiným ohraničením.

## Druh pozemku
Druh pozemku je dle katastru nemovitostí závazně stanovená charakteristika, zapisovaná do knih a map. Pozemky se dělí podle druhu na

### Zemědělské pozemky

#### Orná půda
Orná půda je pozemek, na němž se pravidelně pěstují obilniny, okopaniny, pícniny, technické plodiny a jiné zemědělské plodiny nebo který je jen dočasně zatravňován.

#### Chmelnice
Chmelnice je pozemek, na němž se pěstuje chmel.

#### Vinice
Vinice je pozemek, na němž se pěstuje vinná réva.

#### Zahrada
Zahrada je pozemek, na němž se trvale a převážně pěstuje zelenina, květiny a jiné zahradní plodiny, zpravidla pro vlastní potřebu, nebo který je souvisle osázený ovocnými stromy či keři a který zpravidla tvoří souvislý celek s obytnými a hospodářskými budovami.

#### Ovocný sad
Ovocný sad (ovoc. sad) je pozemek souvisle osázený ovocnými stromy nebo ovocnými keři.

#### Trvalý travní porost
Trvalý travní porost (travní p., dříve louky a pastviny) je pozemek porostlý travinami (k získání sena nebo ke spásání).

### Lesní pozemek
Lesní pozemek (lesní poz.) je pozemek s lesním porostem, lesní průsek, nezpevněná lesní cesta.

### Vodní plocha
Vodní plocha (vodní pl.) je pozemek, na němž je koryto vodního toku, vodní nádrž, močál, mokřad nebo bažina.

### Zastavěná plocha a nádvoří
Zastavěná plocha a nádvoří (zast. pl.) je pozemek, na němž je budova vč. nádvoří, společný dvůr, zbořeniště nebo vodní dílo.

### Ostatní plocha
Ostatní plochy (ostat. pl.) je pozemek, který nejde podřadit pod uvedené druhy pozemku.

## Účely užívání pozemku
Účel užívání pozemku bývá dán druhem pozemku, avšak Český úřad zeměměřický a katastrální připouští[zdroj?] například pro zemědělskou půdu (orná půda, chmelnice, vinice, zahrada, ovoc. sad, travní p.) následující další způsoby využití:
- 1. skleník, pařeniště
- 2. školka
- 3. plantáž dřevin
- 24. dobývací prostor

Způsoby využití pozemků určených k plnění funkcí lesa (lesní poz.):
- 1. skleník, pařeniště
- 2. školka
- 3. plantáž dřevin
- 4. les jiný než hospodářský
- 5. lesní pozemek, na kterém je budova
- 17. ostatní komunikace
- 20. sportoviště a rekreační plocha
- 24. dobývací prostor

Způsoby využití pozemků vodních ploch:
- 6. rybník
- 7. koryto vodního toku přirozené nebo upravené
- 8. koryto vodního toku umělé
- 9. vodní nádrž přírodní
- 10. vodní nádrž umělá
- 11. zamokřená plocha
- 28. vodní plocha, na které je budova

Způsoby využití pozemků stavebních bez stavby (jinak se užívá číselník způsobu využití budov):
- 12. společný dvůr
- 13. zbořeniště

Způsoby využití pozemků ostatních ploch:
- 3. plantáž dřevin
- 14. dráha
- 15. dálnice
- 16. silnice
- 17. ostatní komunikace
- 18. ostatní dopravní plocha
- 19. zeleň
- 20. sportoviště a rekreační plocha
- 21. hřbitov, urnový háj
- 22. kulturní a osvětová plocha
- 23. manipulační plocha
- 24. dobývací prostor
- 25. skládka
- 26. jiná plocha
- 27. neplodná půda